# 西普拉茨堡 (紐約州)
西普拉茨堡（英語：Plattsburgh West）是位於美國紐約州克林頓縣的普查規定居民點。

## 人口
根據2020年美國人口普查的數據，西普拉茨堡的面積為5.05平方千米，當中陸地面積為4.91平方千米，而水域面積為0.14平方千米。當地共有人口1382人，而人口密度為每平方千米273.66人。